# Picumnus albosquamatus
Picumnus albosquamatus là một loài chim trong họ Picidae.
Loài chim được tìm thấy ở [] Bolivia, Brazil và Paraguay, nơi cư trú tự nhiên của chúng là các khu rừng khô nhiệt đới hoặc cận nhiệt đới, Và khô hiên h. Loài này lai với Picumnus cirratus, nơi các phạm vi phân bố của chúng chồng lấn nhau.

## Mô tả

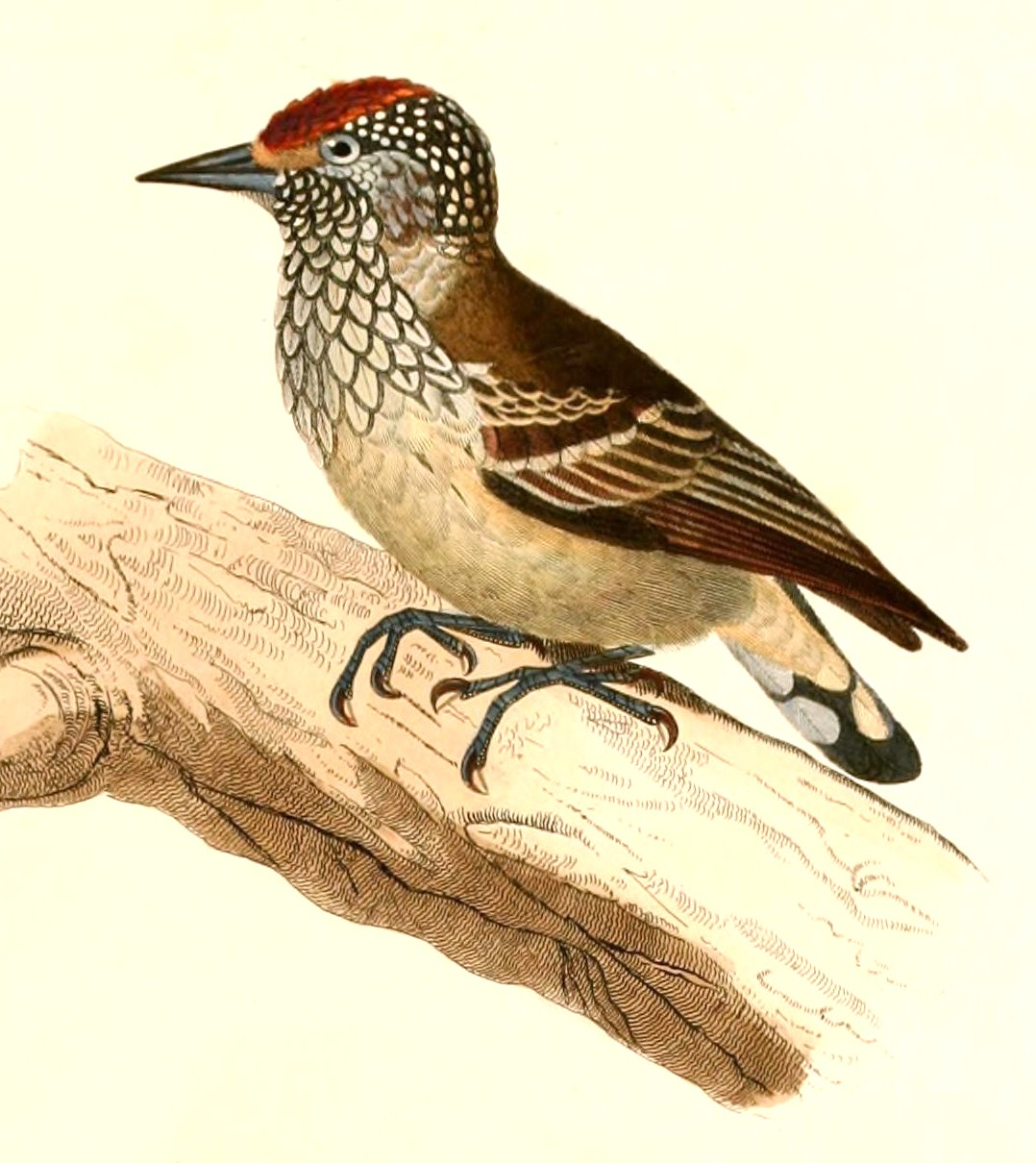
Hình minh họa chim trống, d'Orbigny 1847

Loài chim này dài 10 đến 11 xentimét (3,9 đến 4,3 in) và có bề ngoài khác nhau. Chim trống có chỏm đầu trước màu đỏ còn chim mái có chỏm đầu màu đen hoặc nâu. Phần trên của đầu và cơ thể là màu nâu ô liu với vằn trắng, đặc biệt là trên lớp phủ. Đôi cánh có màu nâu ở trên, có đường viền nhạt đến hai và bậc hai, và đuôi có màu nâu, hai lông trung tâm màu trắng, và có một mảng trắng ở cạnh ngoài gần đầu. Cổ họng, ức và bụng có màu trắng với vảy màu đen, các sườn và bụng dưới ít bị thu nhỏ hơn so với các nơi khác. Mống mắt là màu nâu, mỏm đen và chân xám. Chim chưa trưởng thành cũng tương tự như chim mái nhưng có chỏm đầu nhạt hơn.

## Phân bố và môi trường sống
Loài này có nguồn gốc ở Nam Mỹ. Phạm vi của nó bao gồm các phần của Bolivia, phía nam Brasil và phía bắc Paraguay, và nó là phổ biến ở khu vực [Pantanal]. Đây là loài không di cư và xảy ra ở độ cao lên đến 2.100 m (6.900 ft). Nó chiếm cả vùng đất ẩm ướt và rừng rụng lá rải rác, và rừng thưa thớt, xứ xavan khô cằn hơn, cây bụi và cerrado.

## Sinh thái học
Loài chim này đã được nghiên cứu rất ít, nhưng giống như các thành viên khác của chi, chiếc piculet có hình nêm trắng có thể ăn côn trùng và những động vật nhỏ bé khác không có động vật khác mà chúng nhặt được từ cây cối. Nó nảy mầm trong các lỗ và đường nứt trên cây; Một lỗ trống là về đường kính 3 cm (1,2 in). Không rõ mùa sinh sản chính xác, nhưng những người chưa thành niên đã được quan sát thấy trong khoảng thời gian từ tháng 5 đến tháng 12.